# Oktiabrski (Nezamaievski)
Oktiabrski - Октябрьский (rus) és un possiólok, un poble, del krai de Krasnodar, a Rússia. Es troba a la vora del riu Garkuixina, un afluent del Ieia, a 31 km al nord-oest de Novopokróvskaia i a 164 km al nord-est de Krasnodar, la capital. Pertany al municipi de Nezamaievski.